# Agustín Heredia
Gastón Agustín Heredia (Mendiolaza, 16 giugno 1997) è un calciatore argentino, difensore del Cobreloa in prestito dal Boca Juniors.

## Caratteristiche tecniche
È un difensore centrale.

## Carriera
Cresciuto nel settore giovanile del Boca Juniors, ha esordito in prima squadra il 2 marzo 2018 disputando l'incontro di Coppa Libertadores pareggiato 0-0 contro l'Alianza Lima.